# 三張犁支線
三張犁支線（さんちょうりしせん）は、台湾台北市にかつて存在した台湾鉄路管理局の鉄道路線（廃線）である。別名で中興一号特種支線（初代）と呼ばれた軍用支線であった。路線は台北機廠側線の中程から分岐して南に向かい聯勤44兵工廠まで通じていた。

## 運行形態
- 既に廃止されている。

## 使用車輛
- 不明

## 概要
本路線は華山 - 松山間外側の台北機廠側線より分岐していた（延吉街付近）。現在ある帯状の駐車場に沿って光復南路と交差し国父紀念館方向に仁愛路と並行した。台北市議会大門前を越えて基隆路と交差して終点に達した。全線が1986年7月21日に廃止された。線路は撤去されて再開発され、沿線には平面駐車場（公有廃鉄道広場停車場）が作られた。忠孝東路近くには台北捷運国父紀念館駅の出口及び通風口が作られた。

## 駅一覧
| 駅名           | 廃止時英語駅名 (現行通用ピン音) | 駅番号 | 駅間 キロ | 累計 キロ | 等級 | 接続路線・備考               | 所在地 | 所在地 |
| -------------- | ------------------------------- | ------ | --------- | --------- | ---- | ---------------------------- | ------ | ------ |
| 華山駅         | Huashan                         | 099    |           |           | 廃止 | 三張犁運轉室間と機廠線は共用 | 台北市 | 中正区 |
| 三張犁運転室駅 |                                 |        | 0.0       | 0.0       | 廃止 | 機廠線分岐点                 | 台北市 | 大安区 |
| 聯勤44兵工廠駅 |                                 |        | 2.0       | 2.0       | 廃止 | 聯勤44兵工廠                 | 台北市 | 信義区 |

## 註釈
1. ↑  聯勤44兵工廠の廃止時は松山区であったが、その後に信義区となった。